# Roberto Alves
Roberto Emanuel Oliveira Alves (ur. 8 czerwca 1997 w Wetzikon) – szwajcarski piłkarz portugalskiego pochodzenia występujący na pozycji pomocnika w Radomiaku Radom.

## Kariera klubowa
Grę w piłkę nożną rozpoczął w wieku 3 lat w amatorskiej drużynie FC Gossau ZH. W latach 2009–2010 trenował w Team Zürich-Oberland, po czym przeniósł się do akademii Grasshopper Club Zürich. W 2015 roku został włączony do składu rezerw tego klubu. W latach 2017–2019 grał na wypożyczeniu w FC Wil oraz FC Winterthur. Na początku 2020 roku przeniósł się do FC Winterthur na zasadzie transferu definitywnego. W 2022 roku awansował z tym zespołem do szwajcarskiej ekstraklasy. Przed sezonem 2022/23 podpisał umowę z Radomiakiem Radom.

## Kariera reprezentacyjna
Młodzieżowy reprezentant Szwajcarii, w kategoriach wiekowych od U-16, do U-20. Posiada również obywatelstwo portugalskie.